# 厄尔河畔丰特奈
厄尔河畔丰特奈（法語：Fontenay-sur-Eure，法語發音：[fɔ̃tnɛ syʁ œʁ]）是法国厄尔-卢瓦省的一个市镇，位于该省中部，属于沙特尔区。

## 地理
厄尔河畔丰特奈（48°23'47"N, 1°24'25"E）面积13.8 平方千米，位于法国中央-卢瓦尔河谷大区厄尔-卢瓦省，该省份为法国北部内陆省份，北起顺时针与厄尔省、伊夫林省、埃松省、卢瓦雷省、卢瓦-谢尔省、萨尔特省和奧恩省接壤。
与厄尔河畔丰特奈接壤的市镇（或旧市镇、城区）包括：蒂瓦尔、米尼耶尔、厄尔河畔圣乔治、吕塞、阿米伊、吕桑。

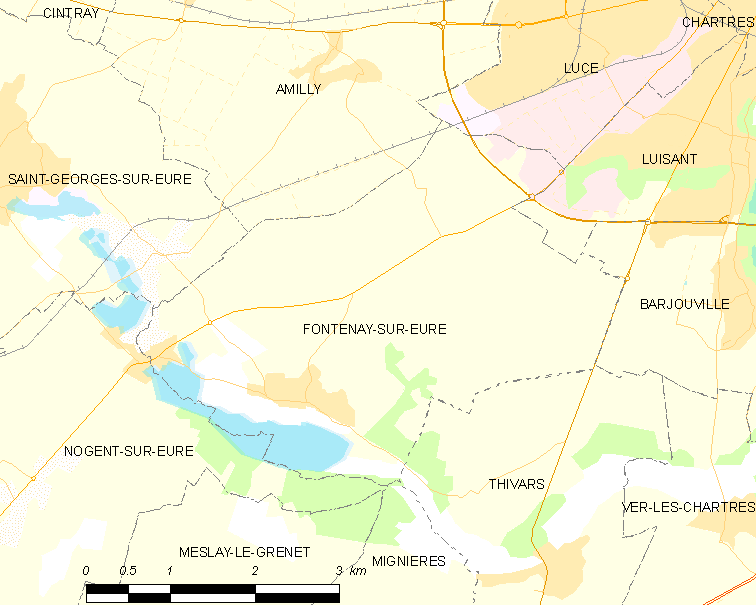
厄尔河畔丰特奈的OSM定位图

厄尔河畔丰特奈的时区为UTC+01:00、UTC+02:00（夏令时）。

## 行政
厄尔河畔丰特奈的邮政编码为28630，INSEE市镇编码为28158。

## 政治
厄尔河畔丰特奈所属的省级选区为吕塞县。

## 人口

1962-2008年间厄尔河畔丰特奈人口变化图示

厄尔河畔丰特奈于2022年1月1日时的人口数量为1180人。